# Llista d'asteroides/80401–80500
| Nom           | Designació provisional | Data de descobriment | Lloc de descobriment | Descobridor/s |
| ------------- | ---------------------- | -------------------- | -------------------- | ------------- |
| 80401 -       | 1999 XO179             | 10 de desembre, 1999 | Socorro              | LINEAR        |
| 80402 -       | 1999 XR179             | 10 de desembre, 1999 | Socorro              | LINEAR        |
| 80403 -       | 1999 XH182             | 12 de desembre, 1999 | Socorro              | LINEAR        |
| 80404 -       | 1999 XD184             | 12 de desembre, 1999 | Socorro              | LINEAR        |
| 80405 -       | 1999 XF186             | 12 de desembre, 1999 | Socorro              | LINEAR        |
| 80406 -       | 1999 XC187             | 12 de desembre, 1999 | Socorro              | LINEAR        |
| 80407 -       | 1999 XQ189             | 12 de desembre, 1999 | Socorro              | LINEAR        |
| 80408 -       | 1999 XO193             | 12 de desembre, 1999 | Socorro              | LINEAR        |
| 80409 -       | 1999 XC195             | 12 de desembre, 1999 | Socorro              | LINEAR        |
| 80410 -       | 1999 XA197             | 12 de desembre, 1999 | Socorro              | LINEAR        |
| 80411 -       | 1999 XM198             | 12 de desembre, 1999 | Socorro              | LINEAR        |
| 80412 -       | 1999 XV198             | 12 de desembre, 1999 | Socorro              | LINEAR        |
| 80413 -       | 1999 XE200             | 12 de desembre, 1999 | Socorro              | LINEAR        |
| 80414 -       | 1999 XG201             | 12 de desembre, 1999 | Socorro              | LINEAR        |
| 80415 -       | 1999 XB202             | 12 de desembre, 1999 | Socorro              | LINEAR        |
| 80416 -       | 1999 XN202             | 12 de desembre, 1999 | Socorro              | LINEAR        |
| 80417 -       | 1999 XK203             | 12 de desembre, 1999 | Socorro              | LINEAR        |
| 80418 -       | 1999 XA206             | 12 de desembre, 1999 | Socorro              | LINEAR        |
| 80419 -       | 1999 XR207             | 12 de desembre, 1999 | Socorro              | LINEAR        |
| 80420 -       | 1999 XB210             | 13 de desembre, 1999 | Socorro              | LINEAR        |
| 80421 -       | 1999 XP213             | 14 de desembre, 1999 | Socorro              | LINEAR        |
| 80422 -       | 1999 XT214             | 14 de desembre, 1999 | Socorro              | LINEAR        |
| 80423 -       | 1999 XJ215             | 14 de desembre, 1999 | Socorro              | LINEAR        |
| 80424 -       | 1999 XE217             | 13 de desembre, 1999 | Kitt Peak            | Spacewatch    |
| 80425 -       | 1999 XV218             | 15 de desembre, 1999 | Kitt Peak            | Spacewatch    |
| 80426 -       | 1999 XP222             | 15 de desembre, 1999 | Socorro              | LINEAR        |
| 80427 -       | 1999 XZ222             | 15 de desembre, 1999 | Socorro              | LINEAR        |
| 80428 -       | 1999 XM224             | 13 de desembre, 1999 | Kitt Peak            | Spacewatch    |
| 80429 -       | 1999 XV225             | 13 de desembre, 1999 | Kitt Peak            | Spacewatch    |
| 80430 -       | 1999 XC227             | 15 de desembre, 1999 | Kitt Peak            | Spacewatch    |
| 80431 -       | 1999 XS227             | 15 de desembre, 1999 | Kitt Peak            | Spacewatch    |
| 80432 -       | 1999 XU229             | 7 de desembre, 1999  | Catalina             | CSS           |
| 80433 -       | 1999 XW233             | 4 de desembre, 1999  | Anderson Mesa        | LONEOS        |
| 80434 -       | 1999 XO234             | 3 de desembre, 1999  | Anderson Mesa        | LONEOS        |
| 80435 -       | 1999 XQ238             | 4 de desembre, 1999  | Catalina             | CSS           |
| 80436 -       | 1999 XE246             | 5 de desembre, 1999  | Socorro              | LINEAR        |
| 80437 -       | 1999 XW248             | 6 de desembre, 1999  | Socorro              | LINEAR        |
| 80438 -       | 1999 XX249             | 6 de desembre, 1999  | Socorro              | LINEAR        |
| 80439 -       | 1999 XH259             | 8 de desembre, 1999  | Socorro              | LINEAR        |
| 80440 -       | 1999 XY263             | 12 de desembre, 1999 | Socorro              | LINEAR        |
| 80441 -       | 1999 YL3               | 18 de desembre, 1999 | Socorro              | LINEAR        |
| 80442 -       | 1999 YM4               | 28 de desembre, 1999 | Olathe               | Olathe        |
| 80443 -       | 1999 YO8               | 27 de desembre, 1999 | Kitt Peak            | Spacewatch    |
| 80444 -       | 1999 YG9               | 31 de desembre, 1999 | Višnjan Observatory  | K. Korlević   |
| 80445 -       | 1999 YO10              | 27 de desembre, 1999 | Kitt Peak            | Spacewatch    |
| 80446 -       | 1999 YW13              | 31 de desembre, 1999 | Višnjan Observatory  | K. Korlević   |
| 80447 -       | 1999 YQ14              | 31 de desembre, 1999 | Prescott             | P. G. Comba   |
| 80448 -       | 1999 YA17              | 31 de desembre, 1999 | Kitt Peak            | Spacewatch    |
| 80449 -       | 1999 YG17              | 31 de desembre, 1999 | Kitt Peak            | Spacewatch    |
| 80450 -       | 1999 YW27              | 30 de desembre, 1999 | Socorro              | LINEAR        |
| 80451 Alwoods | 1 de gener, 2000       | Oaxaca               | J. M. Roe            |               |
| 80452 -       | 2000 AK                | 2 de gener, 2000     | Fountain Hills       | C. W. Juels   |
| 80453 -       | 2000 AO2               | 3 de gener, 2000     | Oizumi               | T. Kobayashi  |
| 80454 -       | 2000 AW3               | 3 de gener, 2000     | Socorro              | LINEAR        |
| 80455 -       | 2000 AZ3               | 3 de gener, 2000     | Socorro              | LINEAR        |
| 80456 -       | 2000 AA8               | 2 de gener, 2000     | Socorro              | LINEAR        |
| 80457 -       | 2000 AH9               | 2 de gener, 2000     | Socorro              | LINEAR        |
| 80458 -       | 2000 AJ9               | 2 de gener, 2000     | Socorro              | LINEAR        |
| 80459 -       | 2000 AV10              | 3 de gener, 2000     | Socorro              | LINEAR        |
| 80460 -       | 2000 AJ12              | 3 de gener, 2000     | Socorro              | LINEAR        |
| 80461 -       | 2000 AP14              | 3 de gener, 2000     | Socorro              | LINEAR        |
| 80462 -       | 2000 AH18              | 3 de gener, 2000     | Socorro              | LINEAR        |
| 80463 -       | 2000 AK19              | 3 de gener, 2000     | Socorro              | LINEAR        |
| 80464 -       | 2000 AU19              | 3 de gener, 2000     | Socorro              | LINEAR        |
| 80465 -       | 2000 AQ20              | 3 de gener, 2000     | Socorro              | LINEAR        |
| 80466 -       | 2000 AJ22              | 3 de gener, 2000     | Socorro              | LINEAR        |
| 80467 -       | 2000 AT23              | 3 de gener, 2000     | Socorro              | LINEAR        |
| 80468 -       | 2000 AE26              | 3 de gener, 2000     | Socorro              | LINEAR        |
| 80469 -       | 2000 AH28              | 3 de gener, 2000     | Socorro              | LINEAR        |
| 80470 -       | 2000 AJ29              | 3 de gener, 2000     | Socorro              | LINEAR        |
| 80471 -       | 2000 AK29              | 3 de gener, 2000     | Socorro              | LINEAR        |
| 80472 -       | 2000 AN29              | 3 de gener, 2000     | Socorro              | LINEAR        |
| 80473 -       | 2000 AQ29              | 3 de gener, 2000     | Socorro              | LINEAR        |
| 80474 -       | 2000 AV29              | 3 de gener, 2000     | Socorro              | LINEAR        |
| 80475 -       | 2000 AB30              | 3 de gener, 2000     | Socorro              | LINEAR        |
| 80476 -       | 2000 AE30              | 3 de gener, 2000     | Socorro              | LINEAR        |
| 80477 -       | 2000 AL30              | 3 de gener, 2000     | Socorro              | LINEAR        |
| 80478 -       | 2000 AC31              | 3 de gener, 2000     | Socorro              | LINEAR        |
| 80479 -       | 2000 AH31              | 3 de gener, 2000     | Socorro              | LINEAR        |
| 80480 -       | 2000 AS32              | 3 de gener, 2000     | Socorro              | LINEAR        |
| 80481 -       | 2000 AJ33              | 3 de gener, 2000     | Socorro              | LINEAR        |
| 80482 -       | 2000 AV33              | 3 de gener, 2000     | Socorro              | LINEAR        |
| 80483 -       | 2000 AE34              | 3 de gener, 2000     | Socorro              | LINEAR        |
| 80484 -       | 2000 AN36              | 3 de gener, 2000     | Socorro              | LINEAR        |
| 80485 -       | 2000 AM38              | 3 de gener, 2000     | Socorro              | LINEAR        |
| 80486 -       | 2000 AT38              | 3 de gener, 2000     | Socorro              | LINEAR        |
| 80487 -       | 2000 AW39              | 3 de gener, 2000     | Socorro              | LINEAR        |
| 80488 -       | 2000 AE41              | 3 de gener, 2000     | Socorro              | LINEAR        |
| 80489 -       | 2000 AR44              | 5 de gener, 2000     | Kitt Peak            | Spacewatch    |
| 80490 -       | 2000 AW44              | 5 de gener, 2000     | Kitt Peak            | Spacewatch    |
| 80491 -       | 2000 AJ45              | 3 de gener, 2000     | Socorro              | LINEAR        |
| 80492 -       | 2000 AT46              | 4 de gener, 2000     | Socorro              | LINEAR        |
| 80493 -       | 2000 AK47              | 4 de gener, 2000     | Socorro              | LINEAR        |
| 80494 -       | 2000 AM47              | 4 de gener, 2000     | Socorro              | LINEAR        |
| 80495 -       | 2000 AO48              | 3 de gener, 2000     | Socorro              | LINEAR        |
| 80496 -       | 2000 AX48              | 5 de gener, 2000     | Socorro              | LINEAR        |
| 80497 -       | 2000 AN49              | 5 de gener, 2000     | Socorro              | LINEAR        |
| 80498 -       | 2000 AG50              | 5 de gener, 2000     | Višnjan Observatory  | K. Korlević   |
| 80499 -       | 2000 AR50              | 5 de gener, 2000     | Fountain Hills       | C. W. Juels   |
| 80500 -       | 2000 AP53              | 4 de gener, 2000     | Socorro              | LINEAR        |